# Francesca da Rimini (Borgatta)
Francesca da Rimini è un melodramma in due atti di Emanuele Borgatta su libretto di Felice Romani.
Eseguito al Teatro Carlo Felice di Genova nella stagione 1837.